# Минжуренко, Александр Васильевич
Алекса́ндр Васи́льевич Минжуре́нко (род. 24 октября 1946, Боград, Красноярский край) — российский политик и дипломат.

## Биография

### Образование
- Красноярский машиностроительный техникум с отличием по специальности «Обработка металлов»
- 1968–1973 год — Томский государственный университет, историко-филологический факультет.
- 1973–1976 год — аспирантура Томского государственного университета.
- С 1977 года — Кандидат исторических наук по теме «Переселенческая деревня Западной Сибири в конце 19 – нач. 20 в.»
- Доцент
- 2001 год — Омский государственный университет, юридический факультет по специальности «Гражданское право».

### Трудовая деятельность
Проработав некоторое время техником-технологом на приборостроительном заводе, в 1965 году был призван на действительную военную службу.
С 1976 года — старший преподаватель в Омском государственном университете.
С 1980 года — заведующий кафедрой истории СССР советского периода Омского государственного университета.
В 1986 году перешёл на работу в Омский педагогический институт и занял должность заведующего кафедрой истории страны досоветского периода и доцента (до 1989 года).
С 1 сентября 2011 года по совместительству заведующий кафедрой истории и философии Омского юридического института (ОмЮИ). 25 октября 2011 года — заведующим кафедрой конституционного и международного права ОмЮи. С января 2012 года по конец февраля 2015 года — проректор Омской юридической академии по международным связям, профессор кафедры теории и истории государства и права.

### Политическая карьера
В 1989—1991 годах — Народный депутат СССР от Центрального территориального избирательного округа Омской области (набрал около 63%). Член Межрегиональной депутатской группы и демократической платформы в КПСС. В 1991 году вышел из КПСС .
С 1990 года — председатель подкомитета по образованию Верховного Совета СССР.
Во время Августовского путча 1991 года — руководитель Комитета защиты конституционных органов власти в Омске.
В 1993—1996 годах — депутат Государственной Думы Федерального Собрания Российской Федерации 1 созыва (избран по списку). Член фракции «Выбор России» и член комитета Государственной Думы по международным делам.
С 27 августа 1991 года по 31 января 1994 года и с 9 апреля 1996 года по 7 мая 2000 года занимал пост полномочного представителя Президента Российской Федерации в Омской области (сначала как представитель Президента РСФСР, затем представитель Президента Российской Федерации)
В марте 1994 года член инициативной группы по созданию партии Демократический выбор России (ДВР). Сопредседатель движения «Выбор России» (1995); член политсовета (1995), заместитель председателя исполкома (1996) партии «Демократический выбор России», председатель Омского регионального отделения ДВР.
В 2012–2016 годах — член Общественной палаты Омской области, председатель комиссии по развитию гражданского общества, коммуникаций и информационной политике.

### Дипломатическая служба
2 апреля 2002 года назначен Представителем Министерства иностранных дел в Омске и находился в этой должности до февраля 2006 года.
В 2006—2011 годах был первым секретарём, позже — советником посольства Российской Федерации в Армении.
Апрель—октябрь 2011 года — исполняющий обязанности Представителя, Представитель МИД России в Омске.
Дипломатический ранг — советник 1го класса.

## Награды
- Медаль «Защитнику свободной России» (6 мая 1993 года) — за исполнение гражданского долга при защите демократии и конституционного строя 19-21 августа 1991 года, большой вклад в проведение в жизнь демократических преобразований, укрепление дружбы и сотрудничества между народами[10].

## Классный чин
- Действительный государственный советник Российской Федерации 3 класса (3 апреля 1997 года)[11]

## Книги
- А. В. Минжуренко. «Командировка во власть». — Омск: Типография «Золотой тираж» (ООО «Омскбланкиздат»), 2020. — 452 с. — ISBN 978-5-8042-0686-5.